# مغارة ابن خلدون
مغارة ابن خلدون هي كهوف تقع ببلدية فرندة بولاية تيارت بالجزائر .

## أصل التسمية
سُميت هذه الكهوف على اسم المؤرخ الشهير ابن خلدون، الذي لجأ إليها من عام 1375 إلى 1379 ليكرس نفسه لكتابة المقدمة.

## تاريخ

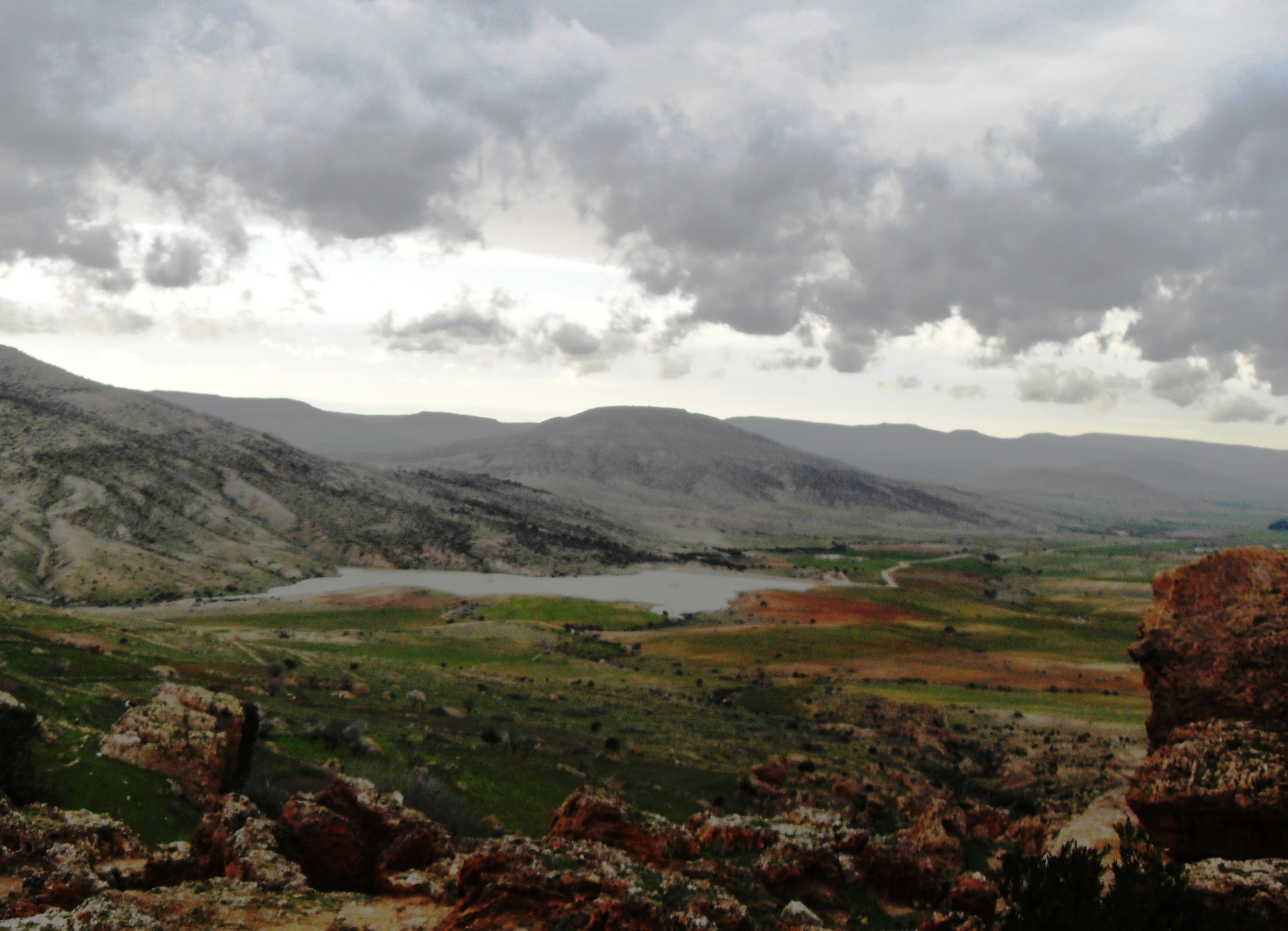
منظر بانورامي من الكهوف

لجأ ابن خلدون إلى قلعة بن سلامة عام 1375، وعزل نفسه في كهوفها ليتفرغ للكتابة لمدة أربع سنوات. في الداخل، يمكن استخدام غرف صغيرة معزولة كمأوى.
كتب فيها ابن خلدون المقدمة وجزء من كتاب الأمثلة .

## تصنيف
صنفت فرنسا الكهوف في عام 1949، تراثًا طبيعيًا وأعادت الجزائر تصنيفها في الجريدة الرسمية رقم: 07 بتاريخ 23 يناير 1968 تحت العنوان 
 .

## روابط خارجية
- تيارت ( لمن لم يشاهد مغارة ابن خلدون رحمه الله ) على يوتيوب